# NGC 845
NGC 845 je spirální galaxie v souhvězdí Andromedy. Její zdánlivá jasnost je 13,6m a úhlová velikost 1,7′ × 0,4′. Je vzdálená 204 milionů světelných let, průměr má 100 000 světelných let. Galaxie je členem skupiny galaxii galaxie NGC 841, jejímiž dalšími členy jsou NGC 834, NGC 841, UGC 1650, UGC 1673 a UGC 1721. Galaxii objevil v říjnu 1828 John Herschel..